# Assoraider
L'Assoraider (Associazione Italiana di Scautismo Raider) è la quarta associazione scout italiana per dimensione. È un'associazione mista, pluriconfessionale ed indipendente da ogni movimento politico.

## Storia
L'Assoraider è nata nel 1965 in seguito ad un'intuizione di Aldo Marzot, fino al 1962 Capo Scout del CNGEI. Egli osservò che la criticità nell'applicazione del metodo Scout era nel mantenere i risultati ottenuti nelle branche più giovani. Sosteneva invece l'importanza di proseguire l'educazione con il metodo scout anche negli anni successivi alla Branca Rover e pertanto volle istituire una quarta branca, che chiamò Raider. Poiché gli statuti del CNGEI erano molto rigidi e difficili da modificare (per via dello status di Ente Morale), Marzot si dimise nel 1962 e tre anni dopo fondò un'associazione apposita, l'Assoraider appunto.
Tale associazione inizialmente copriva solo la quarta branca, era mista e si rivolgeva anche a chi proveniva dall'ASCI e dall'AGI.
Col tempo, si rese conto che un'associazione con una sola branca aveva grossi problemi di visibilità e difficilmente i ragazzi delle altre associazioni ne conoscevano l'esistenza.
Per questo, pochi anni dopo, l'Assoraider aprì anche le altre tre branche con un metodo in larga parte ripreso da quello del CNGEI.
Dopo essere stata per lungo tempo l'unica associazione italiana di dimensioni rilevanti a non appartenere ad alcuna organizzazione mondiale, il 28 gennaio 2012 l'Assoraider è entrata nella World Federation of Independent Scouts (WFIS) come "prospect member".

## Metodo
| Suddivisione in branche               | Suddivisione in branche | Suddivisione in branche | Suddivisione in branche |
| Nome branca                           | Fascia d'età            | Motto                   |                         |
| ------------------------------------- | ----------------------- | ----------------------- | ----------------------- |
| Lupetti                               | 6-10                    | Del mio meglio          |                         |
| Esploratori/Esploratrici (Branca E/E) | 11-14 anni              | Sii preparato           |                         |
| Rover/Scolte (Branca R/S)             | 15-18 anni              | Servire                 |                         |
| Raider (Branca R/R)                   | 19 anni in poi          | Osare                   |                         |
|                                       |                         |                         |                         |

L'Assoraider offre la propria proposta a maschi e femmine, dai 6 anni in poi. L'associazione è indipendente da qualunque religione, ma incoraggia fortemente i propri iscritti a partecipare attivamente a quella cui appartengono.
Il metodo è articolato su quattro branche.
La principale particolarità è la branca Raider. I Raider sono organizzati in gruppi autogestiti detti Raid. Ogni Raid sceglie un particolare ambito di servizio (ad es. protezione civile, assistenza a persone disabili, primo soccorso, etc.) da perseguire ad un livello di semiprofessionalità. La branca è divisa in due momenti; il primo periodo, detto formativo, va dai 19 ai 21 anni ed è il termine della progressione educativa nel metodo scaut. Il secondo momento, che parte dai 22 anni e non ha termine, è detto dei "Pro Permanenti".

### Legge Scaut
Ogni branca ha un testo specifico per la Legge scaut. Quello della Branca Esploratori/Esploratrici è:
- La parola dello scaut è sacra.
- Lo scaut agisce sempre con lealtà.
- Lo scaut è amico di tutti e fratello di ogni altro scaut.
- Lo scaut tiene fede ai propri ideali, ma rispetta le opinioni altrui.
- Lo scaut ama e protegge il debole anche con suo personale sacrificio.
- Lo scaut ama la natura ed è, in particolare, amico degli animali.
- Lo scaut sa che per imparare a guidare gli altri deve prima saper obbedire.
- Lo scaut è cortese e sereno anche nelle difficoltà.
- Lo scaut è sobrio e parsimonioso.
- Lo scaut è puro di pensiero, corretto nelle parole e negli atti.

N.B. L’Assoraider usa la grafia “scaut” piuttosto che “scout”

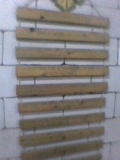
Cartelli con la legge nella sede principale.

## Diffusione
A gennaio 2025 l'associazione è presente in 10 regioni, con 17 sezioni.

## Scaut del Mare
Anche alcuni gruppi Assoraider praticano lo scautismo nautico ed in questa associazione sono detti Scaut del Mare.
In questo ambito le pattuglie si chiamano invece equipaggi, i Rover e le Scolte si chiamano nostromi, e l'unità di cui fanno parte si chiama invece quadrato, e così via.

## Terminologia
L'Assoraider è l'unica associazione in Italia ad usare la parola Scaut invece di Scout.
A parte questa scelta linguistica, la presenza di una quarta branca e l'uso del termine Scolta (comune all'Agesci), la terminologia usata nell'Assoraider ricalca in larga parte quella del CNGEI.